# Orfeo ed Euridice (Tiziano)
Orfeo ed Euridice è un dipinto a olio su tavola (39x53 cm) attribuito a Tiziano, databile al 1508 circa e conservato nell'Accademia Carrara di Bergamo.

## Storia
L'opera proviene dalle collezioni Lochis. Venne a lungo attribuita a Giorgione o a un suo seguace, finché Roberto Longhi, nel 1927, la riferì al giovane Tiziano, seguito da Suida, Morassi e Pallucchini. Fa eccezione Coletti, che nel 1955 la attribuì a Palma il Vecchio.

## Descrizione e stile
In un dolce paesaggio pastorale è raccontato in due fasi il mito di Orfeo: in primo piano a sinistra la morte di Euridice, morsa da un drago bipede e privo di ali (Lindworm), che sostituisce il serpente del mito, mentre a destra Orfeo esce dagli Inferi con la moglie al seguito, ma volgendosi a guardarla la perde per sempre.
Il sentimento per la natura, vera protagonista della scena, deriva da Giorgione: essa si adatta ai sentimenti dei personaggi, infatti a sinistra è tranquilla e pacifica, mentre a destra balugina per il furore delle fiamme degli inferi.
L'attribuzione a Tiziano si basa sulle affinità, nella disposizione delle figure, con altre opere giovanili, quali soprattutto gli affreschi del Fondaco dei Tedeschi e quelli della Scuola del Santo a Padova.
Il verde della vegetazione si è ossidato nel tempo fino a diventare bruno.